# John Henry Brown

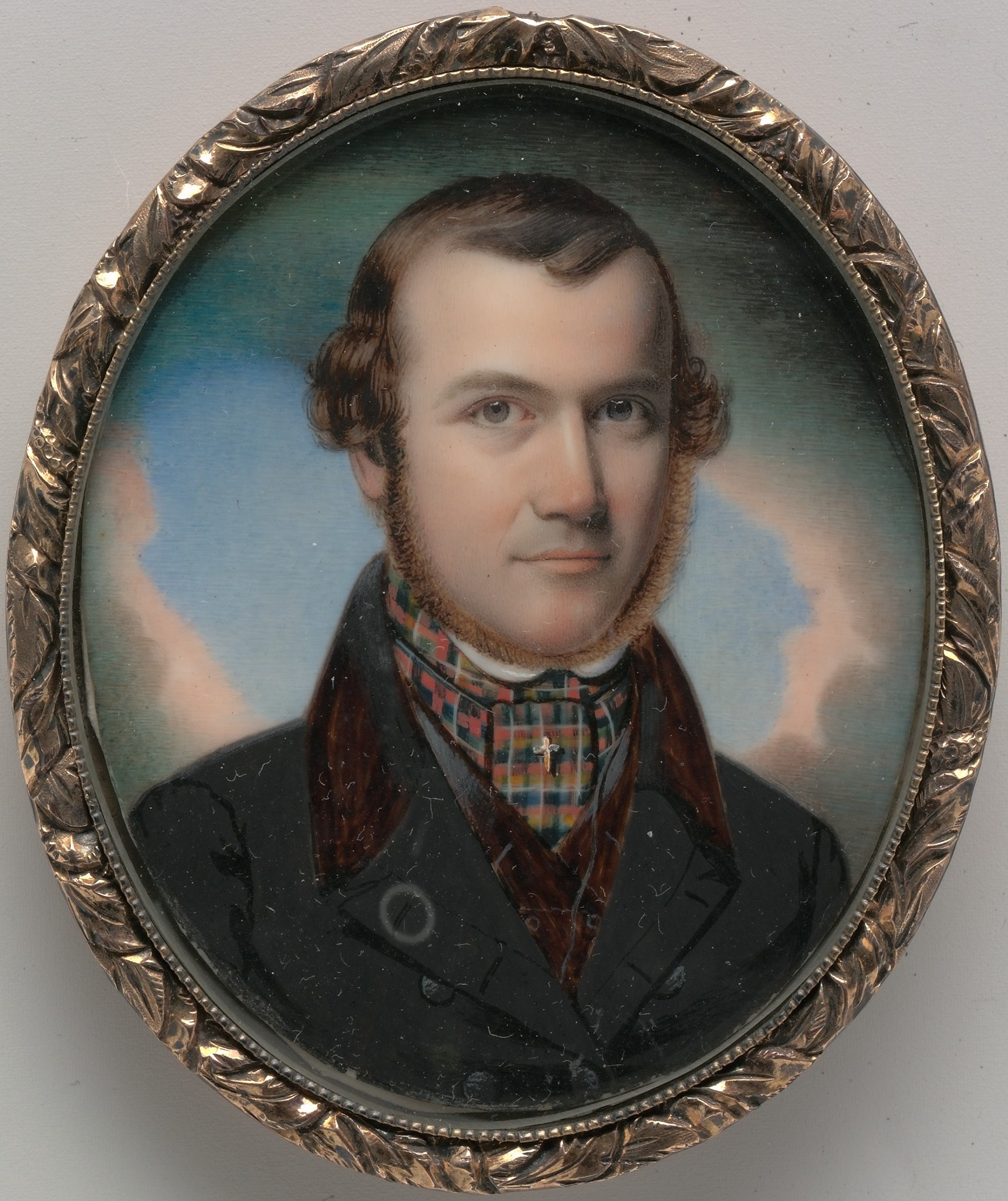
John Henry Brown: Self-Portrait (ca. 1848). Metropolitan Museum of Art, New York

John Henry Brown (* 1818 in Lancaster, Pennsylvania; † 1891 in Philadelphia, Pennsylvania) war ein US-amerikanischer Porträt- und Miniaturmaler. Er wurde vor allem für seine fein ausgeführten Miniaturen auf Elfenbein bekannt.

## Leben
John Henry Brown wurde 1818 in Lancaster, Pennsylvania, geboren. Im Jahr 1836 begann er seine Ausbildung bei Arthur Armstrong in Lancaster. 1839 wurde er als Porträtmaler beruflich tätig und konzentrierte sich ab etwa 1844 ausschließlich auf Miniaturbildnisse. 1845 zog er nach Philadelphia, wo er den Großteil seiner Karriere verbrachte und bis zu seinem Tod im Jahr 1891 lebte und arbeitete. Von 1844 bis 1866 stellte er regelmäßig bei der Pennsylvania Academy of the Fine Arts (PAFA) aus und wurde 1862 Mitglied der Akademie. Zudem nahm er 1875 an Ausstellungen der National Academy of Design und 1876 an der Centennial Exhibition in Philadelphia teil.

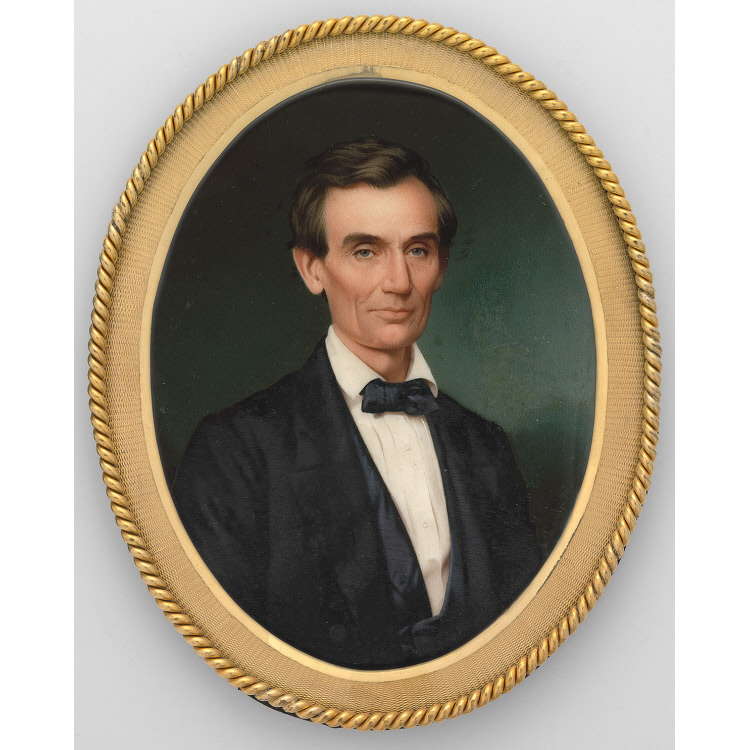
John Henry Brown: Abraham Lincoln (1860). National Portrait Gallery, Washington D.C.

Zu seinen bekanntesten Auftraggebern zählten prominente Persönlichkeiten wie Abraham Lincoln, den er 1860 in Springfield, Illinois, porträtierte, sowie James Buchanan und Stonewall Jackson. Dabei arbeitete er häufig mit Daguerreotypien als Vorlage statt mit lebenden Modellen.

## Werk

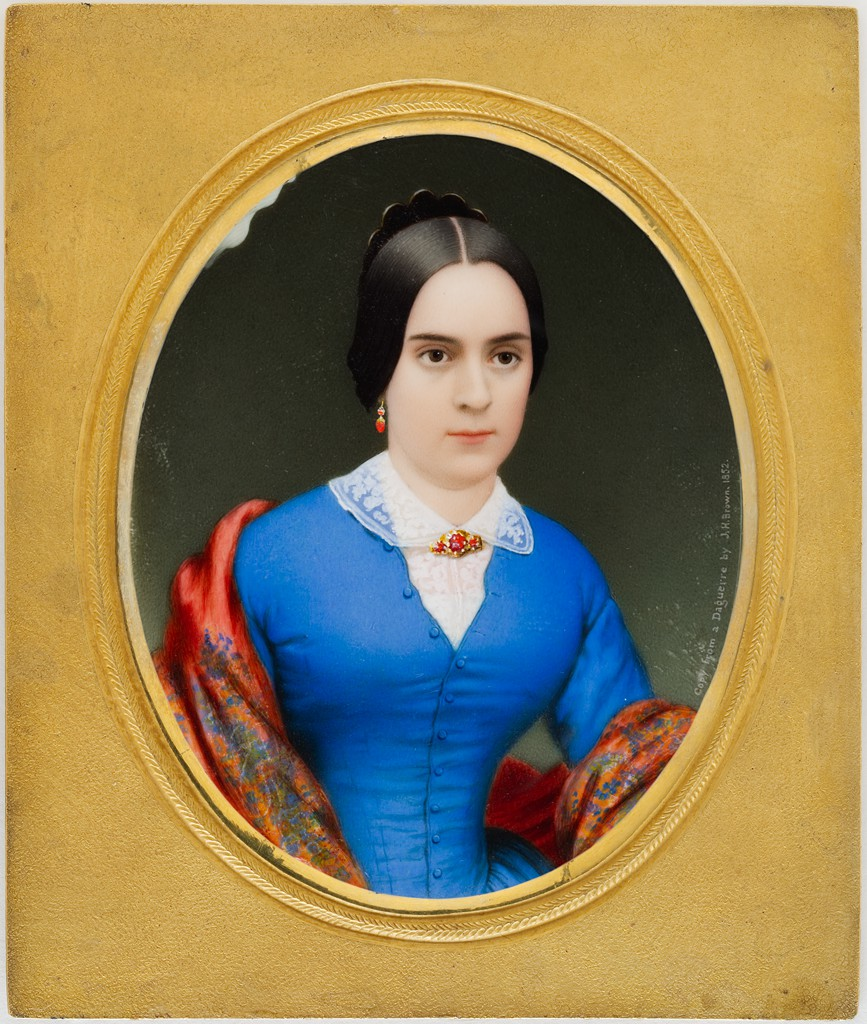
John Henry Brown: Woman in a Blue Dress (1860). Fogg Art Museum

John Henry Brown spezialisierte sich auf Miniaturporträts, die er meist mit Aquarellfarben auf Elfenbein malte. Diese sehr kleinen, detailreichen Bildnisse zeigten häufig Angehörige der Oberschicht. Er gilt als hervorragender Miniaturmaler des 19. Jahrhunderts. Zahlreiche seiner Werke, darunter Selbstporträts und Bildnisse von Familienmitgliedern wie Adaline Peters Brown aus dem Jahr 1846, befinden sich heute in bedeutenden Sammlungen wie dem Metropolitan Museum of Art oder dem Smithsonian American Art. 